# بيتر بيكفورد
بيتر بيكفورد (بالإنجليزية: Peter Beckford)‏ هو سياسي جامايكي، ولد في 1673، وتوفي في 1735.